# Atitlántaucher
Der Atitlántaucher (Podilymbus gigas), nach seinem charakteristischen Ruf auch als Poc benannt, ist eine ausgestorbene Vogelart aus der Familie der Lappentaucher (Podicipedidae). Sein nächster Verwandter war der Bindentaucher (Podilymbus podiceps). Der Atitlántaucher war jedoch fast doppelt so groß wie dieser. Er war endemisch im Lago de Atitlán in Guatemala in einer Höhe von 1700 m. Dank der Forschungsarbeit der amerikanischen Biologin Anne LaBastille wurde der Verlauf des Niedergangs recht gut dokumentiert. Sie studierte diese Art über einen Zeitraum von über 25 Jahren. Sie schrieb auch ein Buch über ihre Erlebnisse am Atitlánsee mit dem Titel Mama Poc.

## Merkmale
Der Atitlántaucher erreichte eine Länge von 46 bis 50 cm. Der Ruf und das Aussehen waren dem des Bindentauchers recht ähnlich. Die Oberseite des Gefieders hatte eine dunkelbraune Färbung mit gestrichelten Flanken. Die Unterseite war dunkelgrau mit weißen Sprenkeln. Der Kopf war fast schwarz. Der Hals war im Frühling dunkelbraun und im Winter weiß meliert. Die Beine waren schiefergrau. Die Augen waren braun. Der Atitlántaucher hatte sehr kleine Flügel mit einer Länge von 12 bis 14 cm und war flugunfähig.
Der große, kräftige Schnabel, dessen Färbung von weiß im Frühling bis braun zu anderen Jahreszeiten variierte, hatte in der Mitte ein schwarzes vertikales Band. 

## Lebensweise
Der Atitlántaucher war mit einer starken Muskulatur ausgestattet und an das Knacken von Krebstieren angepasst. Diese Nahrungsspezialisierung ist unter Lappentauchern einmalig. Krebstiere waren vor der Einschleppung fremder Fischarten im Atitlán-See extrem häufig. Neben Krebstieren fraß der Atitlántaucher auch kleine Fische und zu einem geringen Anteil Wasserinsekten.
Das Gelege bestand aus 4 bis 5 weißen Eiern, das im dichten Schilf errichtet wurde. Beide Eltern haben sich an der Jungenaufzucht beteiligt.

## Gefährdung und Aussterben
Der Rückgang des Atitlántauchers begann 1958, als Sportangler den Schwarzbarsch (Micropterus dolomieu) und den Forellenbarsch (Micropterus salmoides) im See aussetzten. Die eingeführten Raubfische vermehrten sich so stark, dass die Nahrung des Atitlántauchers dramatisch zurückging. Die Barsche fraßen auch die jungen Vögel. Dieser Umstand und die Vernichtung der Schilfgürtel führten zu einem drastischen Niedergang der Population von 200 im Jahre 1960 bis nur noch 80 Exemplare im Jahre 1965.
1966 startete Anne LaBastille eine groß angelegte Kampagne zur Rettung des Atitlántauchers. Durch ihre Bemühungen wurde ein kleines Schutzgebiet geschaffen. 1969 gab es Bestrebungen, am See ein Elektrizitätswerk zu bauen, was eine Absenkung des Sees um 13 m zur Folge gehabt hätte und die Schilfbestände vollends vernichtet hätte. Diesen Plan hat man nicht in die Tat umgesetzt, so dass sich die Population auf 210 Individuen im Jahre 1973 erholen konnte. Zu dieser Zeit gab es aber zwei neue Bedrohungen. Entlang des Sees entstanden Ferienwohnungen, und die Bevölkerung am See nahm so stark zu, dass die Schilfgürtel noch weiter zurückgingen. Eine weitere Gefahr war die Ausbreitung des Bindentauchers am Atitlánsee. Es kam nicht nur zu einer vermehrten Nahrungskonkurrenz zwischen den beiden Arten, sondern auch zu einer Hybridisierung und damit zu einer Verarmung des Genpools.
Im Februar 1976 gab es in Guatemala ein schweres Erdbeben, das einen Bruch im Seebett erzeugte. Ein unterseeischer Abfluss sorgte dafür, dass sich der Wasserspiegel um über 6 m senkte. Der Lebensraum lag nun auf dem Trockenen, und Tausende von Schilfkolben mussten neu gepflanzt werden, um den Atitlántaucher zu retten. 1982 wurde diese Aktion jäh unterbrochen, als Edgar Bauer, ein langjähriger Weggefährte und Unterstützer von Anne LaBastille, von Unbekannten ermordet wurde.
Bis 1980 waren 60 % des Schilfgürtels am See vernichtet worden. 1983 war der Bestand der Taucher auf 32 Tiere gesunken. Zum großen Schrecken stellte man fest, dass die meisten überlebenden Vögel Hybride waren und nicht mehr in der Lage waren, sich zu vermehren. 1989 zählte man nur noch zwei Exemplare. Als diese beiden verbliebenen Vögel auch verschwanden, wurde der Atitlántaucher offiziell für ausgestorben erklärt.